# Coroana, Constanța
Coroana (în trecut Cadichioi, în turcă Kadıköy) este un sat în comuna Albești din județul Constanța, Dobrogea, România. La recensământul din 2002 avea o populație de 148 locuitori.